# Sandschak Albanien

Karte des Sandschak Albanien

Der Sandschak Albanien (osmanisch sancak-i Arvanid; türkisch Arvanid Sancağı) war ein Sandschak des Osmanischen Reiches in Mittel- und Südalbanien. Er erstreckte sich zwischen Kruja im Norden und dem Fluss Kalamas im Süden. Errichtet wurde er zwischen 1415 und 1417. Mit der Erschaffung des Sandschak Elbasan im Jahr 1466 wurde er bereits wieder aufgelöst. Der osmanische Name rührt von der Bezeichnung der Bewohner, den Arvaniten, her.

## Geschichte
Während des 14. Jahrhunderts dehnte sich die osmanische Herrschaft über das östliche Mittelmeer und den Balkan aus. Die Aufteilung Albaniens in kleine Lehen, die von unabhängigen Feudalherren und Clan-Oberhäuptern regiert wurden, machte der osmanischen Armee die Eroberung leicht. Im Jahr 1385 appellierte der Herrscher von Durrës, Karl Thopia, an den Sultan, ihn gegen seine Rivalen, die Adelsfamilie Balšić, zu unterstützen. Osmanische Streitkräfte marschierten sofort über die Via Egnatia nach Albanien ein und schlugen Balša II. in der Schlacht von Savra vernichtend. Die wichtigsten albanischen Clans schworen daraufhin dem Osmanischen Reich die Treue. Die Osmanen erlaubten den albanischen Clan-Chefs, ihre Positionen und ihr Eigentum zu behalten. Sie mussten aber Tribut zahlen, ihre Söhne als Geiseln an den osmanischen Hof schicken und die osmanische Armee mit Hilfstruppen versorgen.
Der Sandschak entstand ab 1394, wurde 1402 teilweise venezianisch, ab 1410 ganz osmanisch und in den Jahren 1415 bis 1417 als Verwaltungsbezirk gegründet. Ab 1431 war Vlora die Hauptstadt des Sandschaks.
In den Jahren 1431/32 wurden alle ländlichen und städtischen Haushalte und ihr Besitz in den zehn Distrikten des Sandschaks registriert. Das Defter zeigt, dass alle Distrikte des Sandschaks zusammen in 335 Tımar unterteilt war, von denen jeder zwei oder drei Dörfer vereinte. Das Register ist eines der frühesten erhaltenen Zeugnisse der Verwaltungsregister des Osmanischen Reiches und wurde 1954 veröffentlicht.
Im Jahr 1432 rebellierten die albanischen Adligen Andreas Thopia und Gjergj Arianiti gegen die osmanischen Herrscher. Zu diesem Zeitpunkt war Ali Bey Evrenosoğlu Bey des Sandschaks in Albanien. Die Aufstände konnten er und Turahan Bey 1435/36 niederschlagen.
Im Jahr 1437 führte der albanische Adlige Theodor III. Muzaka erneut einen Aufstand gegen die Osmanen an. Der Sandschakbey war zu diesem Zeitpunkt sein Sohn Jakup Bey. In den Jahren 1437/38 wurde der albanische Adlige Skanderbeg zum subaşi von Kruja ernannt und danach im November 1438 Hizir Bey. Anschließend war Hadım Şehabeddin Pascha bis 1439 Sandschakbey in Albanien, bis er zum Beylerbey von Rumelien aufstieg. Als im Jahr 1441 Përmet an den Sanschak Albanien angegliedert wurde, wurde Jakup Bey als Sandschakbey erwähnt. Er blieb bis September 1442 in dieser Position, als er als einer von 16 osmanischen Sandschakbeys unter dem Kommando von Hadım Şehabeddin Pascha von einer christlichen Armee unter dem Kommando von Johann Hunyadi in der Schlacht am Fluss Ialomița getötet wurde. Hadım Suleiman Pascha war dann kurz Sandschakbey von Albanien, bis er den Sandschak Smederevo übernahm.
Der Sandschak Albanien wurde 1466 aufgelöst, nachdem die Festung Elbasan ausgebaut und der Sandschak Elbasan errichtet worden war. Zum neuen Sandschak gehörten auch Isbat (Shpat) und Çermenika, zwei Berggebiete östlich von Elbasan. Gleichzeitig wurde der Sandschak Avlona mit den Bezirken (kaza) Skrapar, Përmet, Pogon, Tepelena und Gjirokastra gegründet.

## Verwaltung
Die neu besetzten albanischen Gebiete wurden im Sancak-i Arvanid (dt. Sandschak der Arvaniten) organisiert, einem militärisch-administrativen Bezirk des Eyâlet Rumelien. Der Sandschak wurde in neun Vilâyets unterteilt, die von Beys geführt wurden. Die Vilâyets wiederum wurden unter der Aufsicht eines Naib (Bezirksrichters) in Nahiyes unterteilt. Der Sandschak Albanien stellt die erste Definition von Albanien als territoriale Einheit dar, die die albanische Sprache mit einem bestimmten Gebiet verband.
In den Jahren 1431/32 erstellte der osmanische Gouverneur Umur Bey im Sandschak eine Katastervermessung (defter), die sich von Kruja im Norden bis zum Kalamas-Flusstal im Süden erstreckte.
| Vilâyet                  | Sitz                      | Anmerkungen                   |
| ------------------------ | ------------------------- | ----------------------------- |
| Ergirikasrı oder Zenebis | Ergirikasrı (Gjirokastra) |                               |
| Klisura                  | Klisura (Këlcyra)         |                               |
| Kanina                   | Kanina (Kanina)           |                               |
| Belgrad                  | Belgrad (Berat)           |                               |
| Tomorince                | Tomorince (Tomorrica)     |                               |
| İskrapar                 | İskrapar (Skrapar)        |                               |
| Pavlo-Kurtik             |                           | 20 Tımar, davon 9 christliche |
| Çartolos                 |                           |                               |
| Akçahisar                | Akçahisar (Kruja)         |                               |